# Спрус-Гров (Альберта)
Спрус-Гров (англ. Spruce Grove) — город вблизи Эдмонтона в канадской провинции Альберта. Как и близлежащий Стоуни-Плейн, он окружён территорией муниципального района Паркленд-Канти.
С населением 24 646 человек Спрус-Гров является 11-м по величине городом Альберты. Городской театр The Horizon Stage Performing Arts Centre и TransAlta Tri Leisure Centre являются популярными местами отдыха. Находясь в 11 км от Эдмонтона, многие живущие в административном центре ездят за покупками в этот торговый центр. В западной оконечности города есть большое число торговых предприятий, пользующихся спросом у горожан.
Главой города в настоящее время является Стюарт Хьюстон.
Из Спрус-Грова родом:
- Дженифер Хейл, лыжница, являющаяся канадской золотой медалисткой на Зимних Олимпийских играх 2006 года в Турине, Италия и серебряной медалисткой на зимних Олимпийских играх 2010 года;
- Карла Маклеод, участница национальной женской сборной Канады по хоккею.

## География
Спрус-Гров лежит близ географического центра провинции, в 30 км от центра города Эдмонтона и в 14 км от городской черты Эдмонтона. Он является частью столичного региона Эдмонтона.

## История
Спрус-Гров первоначально был основан в виде деревни 14 марта 1907 года, но впоследствии 30 августа 1916 был расформирован.
1 января 1955 года Спрус-Гров был заново создан в виде деревни и впоследствии 1 января 1971 года получил статус городского поселения, а с 1 марта 1986 — статус города.

## Население
По муниципальной переписи 2010 года население Спрус-Грова составляло 24 646 человек, что на 5,7 % выше итогов муниципальной переписи 2009 года, когда было отмечено 23 326 человек, что в свою очередь на 26,4 % выше результатов переписи населения Канады в 2006 году, когда было 19 496 человек. В 2006 году город занимал площадь в 26,40 км² и плотность населения была 883,6 человека/км².